# Большецарынское сельское муниципальное образование
Большецарынское сельское муниципальное образование — сельское поселение в Октябрьском районе Калмыкии. Административный центр и единственный населённый центр в составе СМО - посёлок Большой Царын.

## География
Большецарынское СМО расположено в северной части Октябрьского района Калмыкии в пределах Сарпинской низменности. Рельеф территории преимущественно равнинный или равнинно-слабоволнистый с отчетливо выраженным микрорельефом. Встречаются западины, лиманы.
Поселение граничит:
- на юго-востоке с Мирненским,
- на юге - с Цаган-Нурским,
- на западе и севере - с Восходовским СМО Октябрьского района Калмыкии,
- на северо-востоке - с Ики-Бухусовским СМО Малодербетовского района Калмыкии.

### Климат
Территория поселения расположена в полупустынной природной зоне, для которой характерен континентальный, засушливый климат.
Средние температуры января отрицательные: от −7… −9 °C, минимальная температура января: −35… −37 °C. Особенностью климата является значительная продолжительность солнечного сияния, которое составляет 2180—2250 часов (182—186 дней) в году. Продолжительность тёплого периода составляет 240—275 дней. Средние температуры июля составляют +23,5…+25,5 °C. Абсолютный максимум температуры в жаркие года достигает +40…+44 °C
Специфической особенностью территории являются засухи и суховеи: летом бывают до 120 суховейных дней. Годовое количество осадков составляет 210—340 мм. Среднее число дней с сильным, ветром составляет за год 22 дня, при средней его скорости 4 м/сек, около 12 дней в году отмечаются дни с пыльными бурями.
Сухой и жаркий климат на участках с близким залеганием сильноминерализованных грунтовых вод способствует образованию солевых корок и солончако.

### Гидрография
Гидрографическая сеть на территории поселения развита слабо и представлена, в основном, искусственными водоёмами - пруды и оросительные каналы. Последние питаются волжской водой, поступающей по Сарпинской обводнительно- оросительной системы.

## Население
| 2002  | 2010  | 2011  | 2012  | 2013  | 2014  | 2015  |
| ----- | ----- | ----- | ----- | ----- | ----- | ----- |
| 5066  | ↗5497 | ↘5491 | ↘5389 | ↗5406 | ↘5321 | ↘5261 |
| 2016  | 2017  | 2018  | 2019  | 2020  | 2021  |       |
| ↘5177 | ↘5099 | ↘5025 | ↘4873 | ↘4831 | ↘4447 |       |

По состоянию на 1 июля 2012 года численность населения СМО составила 5 468 человек

### Национальный состав
По данным Всероссийской переписи населения 2010 года:
| Национальность | Численность (чел.) | Процентное соотношение |
| -------------- | ------------------ | ---------------------- |
| Калмыки        | 2 927              | 53,25%                 |
| Русские        | 1 451              | 26,40%                 |
| Корейцы        | 479                | 8,71%                  |
| Чеченцы        | 84                 | 1,53%                  |
| Украинцы       | 72                 | 1,31%                  |
| Казахи         | 57                 | 1,04%                  |
| Татары         | 43                 | 0,78%                  |
| Агулы          | 41                 | 0,75%                  |
| Лезгины        | 38                 | 0,69%                  |
| Даргинцы       | 34                 | 0,62%                  |
| Другие         | 267                | 4,85%                  |
| Не указана     | 4                  |                        |
| Всего          | 5 497              | 100,00%                |

## Экономика
Крупные промышленные предприятия на территории поселения отсутствуют, производства представлены мелкими перерабатывающими цехами (хлебобулочные изделия, точки по обработки сырья рисоводческого комплекса и фермы КРС). Ведущими отраслями, обеспечивающими основной объем отгруженной продукции в посёлке Большой Царын, остаются, сельское хозяйство и торговля.